# Pedro Vicente da Silva Barreto de Morais Sarmento Campilho
Pedro Vicente da Silva Barreto de Morais Sarmento Campilho (Vinhais, Sobreiró de Cima, 22 de Janeiro de 1825 - Vinhais, na sua Casa, 14 de Maio de 1908) foi um político português.

## Biografia
Quarto de cinco filhos varões de António Vicente de Morais Campilho (Chaves, Vidago, 15 de Fevereiro de 1791 - ?), Tenente do Regimento de Cavalaria N.º 12, sendo demitido do Real Serviço, por o requerer, a 18 de Novembro de 1817, e de sua mulher Balbina Ulpiana de Morais Sarmento Barreto, Herdeira, Senhora da Casa da Corujeira, e da Casa de Crespos, ou Eiró, em Vinhais, era descendente duma Nobre família de origem Espanhola que, no século XVI, veio para Portugal, ligando-se, pelo casamento, com uma descendente da Casa dos de Sampaio, dando origem aos Campilho de Vinhais.
Geralmente conhecido por Pedro Vicente de Morais Campilho, desempenhou funções de Oficial no Governo Civil do Distrito de Bragança, e foi, várias vezes, Presidente da Câmara Municipal e Administrador do Concelho de Vinhais durante 18 anos, tendo, também, desempenhado o cargo de Procurador à Junta Geral do Distrito de Bragança. Era uma importante figura do Partido Progressista, um político com grande poder local e muitos apoiantes, por mais de meio século foi o árbitro da política progressista no concelho de Vinhais, onde chegou a conquistar e a manter um prestígio e força política inabalável, que orçava pelas raias do fanatismo.
Deputado às Cortes eleito uma única vez, na Legislatura de 1858-1859, por Bragança, com juramento a 21 de Junho de 1858, pertenceu à Comissão Parlamentar de Petições em 1858. A sua contribuição nos trabalhos parlamentares é muito modesta. Limitou-se a participar na votação do Projecto da Comissão da Fazenda que autorizava o Governo a contrair um empréstimo para incrementar as obras públicas e a subscrever um Requerimento e uma Proposta de Lei. O primeiro pedia ao Ministro das Obras Públicas informação sobre a construção da estrada de Bragança a Mirandela e a ponte sobre o Rio Tua, indicando o tempo e dinheiro já despendidos com tais obras. A segunda, tinha por fim diminuir o imposto que recaía sobre o arroz importado, tanto descascado como com casca.